# Hiro (Hiroshima)
Hiro (広村?, Hiro-mura) era un villaggio giapponese situato all'interno del distretto di Kamo, nella prefettura di Hiroshima. Nel 1941 venne inglobato alla città di Kure.

## Storia
A seguito dell'istituzione del sistema Chōson-sei (町村制? "sistema sulle cittadine e i villaggi") del 1888, la situazione amministrativa del Giappone venne notevolmente modificata attraverso l'opera di inglobamento di numerose cittadine e villaggi in municipalità più grandi. Tra queste ultime vi era il villaggio di Hiro, nel distretto di Kamo della prefettura di Hiroshima, che venne ufficialmente istituito il 1º aprile del 1889.
Il 15 gennaio 1921 Hiro divenne sede dell'Undicesimo arsenale tecnico aeronavale della Marina imperiale giapponese.
Il 21 aprile 1941 venne inglobato insieme alla cittadina di Nigata nel tessuto urbano della vicina città di Kure.